# Matondo I
Pour les articles homonymes, voir Matondo.
Matondo I est un village du Cameroun situé dans le département de la Meme et la Région du Sud-Ouest. Il fait partie de la commune de Konye.

## Population
En 1953, alors que Matondo I et Matondo II étaient comptabilisés ensemble, la population totale s'élevait à 183 personnes, principalement des Mbonge, du groupe Oroko.
Lors du recensement de 2005, la localité Matondo I comptait 637 habitants.